# Rozejm izraelsko-syryjski (1949)
Rozejm izraelsko-syryjski – traktat rozejmowy podpisany przez Izrael i Syrię w dniu 20 lipca 1949 roku na greckiej wyspie Rodos. Zawarcie umowy oficjalnie kończyło działania wojenne I wojny izraelsko-arabskiej na froncie północnym i ustanawiało linię demarkacyjną pomiędzy wojskami izraelskimi i syryjskimi.

## Historia
Przyjęta w dniu 29 listopada 1947 roku Rezolucja Zgromadzenia Ogólnego ONZ nr 181 decydowała o podziale Palestyny na dwa państwa: żydowskie i arabskie. Przywódcy społeczności arabskiej odrzucili plan podziału i rozpoczęli wojnę domową w Mandacie Palestyny (1947-1948). W maju 1948 roku, w działania wojenne zaangażowały się sąsiednie państwa arabskie, rozpoczynając I wojnę izraelsko-arabską. Wojska syryjskie koncentrowały swoje walki w obszarze północnej części Doliny Jordanu, na południe i północ od jeziora Tyberiadzkiego. Gdy w czerwcu Syryjczykom udało się utworzyć enklawę w rejonie moszawu Miszmar ha-Jarden, wstrzymali dalsze działania ofensywne i przyjęli pozycje obronne. Izraelczycy podjęli kilka prób likwidacji tej enklawy, wszystkie zakończyły się jednak niepowodzeniem.
Rozmowy izraelsko-syryjskie były prowadzone w zniszczonej arabskiej wiosce Jarda, położonej w enklawie Miszmar ha-Jarden. Rozmowy te były najdłuższe i najtrudniejsze ze wszystkich negocjacji o zawieszeniu broni. W znacznym stopniu wynikało to z faktu, że nowy syryjski prezydent Husni az-Za’im chciał pokazać przed Syryjczykami swoje nieprzejednane stanowisko względem państwa żydowskiego, oraz fakt, że wojska syryjskie mogą zdobyć i utrzymać terytorium w Palestynie. Szefem izraelskiej delegacji był generał Mordechaj Maklef. Syryjczyków reprezentowało trzech wysokich oficerów i radca prawny. W dniu 20 lipca 1949 roku nastąpiło podpisanie rozejmu izraelsko-syryjskiego.

## Tekst umowy
Obszar państwa żydowskiego przyznany w 1947
     Obszar państwa arabskiego, który w 1949 pozostał pod kontrolą Egiptu i Transjordanii
     Obszar państwa arabskiego, który w 1949 pozostał pod kontrolą Izraela
     Corpus separatum Jerozolimy
Preambuła
Strony niniejszej Umowy,

Obszar państwa żydowskiego przyznany w 1947
Obszar państwa arabskiego, który w 1949 pozostał pod kontrolą Egiptu i Transjordanii
Obszar państwa arabskiego, który w 1949 pozostał pod kontrolą Izraela
Corpus separatum Jerozolimy

W odpowiedzi na Rezolucję Rady Bezpieczeństwa z dnia 16 listopada 1948 wzywającą ich, jako kolejny środek zgodnie z Artykułem 40 Karty Narodów Zjednoczonych w celu ułatwienia przejścia od obecnego rozejmu do trwałego pokoju w Palestynie, wynegocjowały Rozejm;
Podjęły decyzję o rozpoczęciu negocjacji pod Przewodnictwem Narodów Zjednoczonych koncentrując się nad wdrożeniem rezolucji Rady Bezpieczeństwa ONZ z 16 listopada 1948; i po wyznaczeniu przedstawicieli uprawnionych do negocjacji i zawarcia Porozumienia o Rozejmie;
Prawomocni przedstawiciele, posiadający władzę powierzoną im przez swoje Rządy, zgodzili się na następujące postanowienia:
Artykuł I
W celu wspierania powrotu do trwałego pokoju w Palestynie i uznania znaczenia wzajemnych zapewnień dotyczących przyszłych operacji wojskowych Stron, następujące zatwierdzone zasady będą w pełni przestrzegane przez obie Strony podczas Rozejmu:
1. Nakaz Rady Bezpieczeństwa aby unikać siły militarnej przy rozwiązywaniu kwestii Palestyny będzie odtąd skrupulatnie przestrzegany przez obie Strony. Ustanowienie rozejmu między siłami zbrojnymi obu Stron jest uznane jako niezbędny krok w kierunku zakończenia konfliktu zbrojnego i przywrócenia pokoju w Palestynie.
2. Strony zobowiązują się nie podejmować żadnych planowanych agresywnych działań przez lądowe siły zbrojne, morskie lub powietrzne, które zagrażałyby ludziom lub innym siłom zbrojnym; przy założeniu, że użycie terminu „planowanych” w tym kontekście nie odnosi się do normalnego planowania sztabowego jako ogólnej praktyki organizacji wojskowych.
3. W pełni będzie przestrzegano prawo do bezpieczeństwa i wolności od strachu przed atakiem innych sił zbrojnych każdej ze Stron.

Artykuł II
W celu realizacji rezolucji Rady Bezpieczeństwa z 16 listopada 1948, następujące zasady i cele zostają potwierdzone:
1. Zostaje uznana zasada Rady Bezpieczeństwa, że podczas rozejmu nie mogą być odniesione żadne korzyści militarne lub polityczne;
2. Uznano także, że żaden przepis niniejszej Umowy nie narusza praw, roszczeń i stanowisk żadnej ze Stron do czasu ostatecznego pokojowego rozwiązania kwestii Palestyny. Postanowienia niniejszego porozumienia dotyczą wyłącznie kwestii militarnych, a nie względów politycznych.

Artykuł III
1. Na podstawie powyższych zasad i rezolucji Rady Bezpieczeństwa z 16 listopada 1948, niniejszym zostaje ustanowiony rozejm między siłami zbrojnymi – lądowymi, morskimi i powietrznymi – obu Stron.
2. Żadne elementy lądowych, morskich lub powietrznych sił zbrojnych lub sił paramilitarnych jednej ze Stron, w tym siły nieregularne, nie będą prowadzić żadnych działań militarnych lub działań wrogich przeciwko siłom zbrojnym lub paramilitarnym drugiej Strony, lub wobec ludności cywilnej na terytorium pozostającym pod kontrolą tej Strony; nie przekroczą Linii Demarkacyjnej Rozejmu określonej w Artykule V niniejszej Umowy; i nie naruszą przestrzeni powietrznej drugiej Strony lub nie zbliżą się na odległość trzech mil od linii brzegowej drugiej Strony.
3. Żaden akt wojenny lub akt wrogości nie zostanie przeprowadzony z terytorium kontrolowanego przez jedną ze Stron niniejszej Umowy w stosunku do drugiej Strony.

Artykuł IV
1. Linię wyznaczoną w Artykule V niniejszej Umowy uznaje się jako Linię Demarkacyjną Rozejmu, wyznacza się ją zgodnie z celem i zamiarem rezolucji Rady Bezpieczeństwa z 16 listopada 1948.
2. Podstawowym celem Linii Demarkacyjnej Rozejmu jest wyznaczenie linii, za którą siły zbrojne poszczególnych Stron nie mogą być przesunięte.
3. Prawa i regulaminy sił zbrojnych Stron, które zakazują cywilom przekraczania linii walk lub wkraczania w obszar pomiędzy liniami, pozostają w mocy po podpisaniu niniejszej Umowy, z uwzględnieniem Linii Demarkacyjnej Rozejmu określonej w Artykule V.

Artykuł V
1. Podkreśla się, że następujące ustalenia dotyczące Linii Demarkacyjnej Rozejmu pomiędzy siłami zbrojnymi Izraela i Syrii oraz Strefy Zdemilitaryzowanej, nie należy interpretować jako mające jakikolwiek związek z ostatecznymi uzgodnieniami terytorialnymi między Stronami niniejszej Umowy.
2. Zgodnie z duchem rezolucji Rady Bezpieczeństwa z 16 listopada 1948, Linia Demarkacyjna Rozejmu i Strefa Zdemilitaryzowana zostały określone aby rozdzielić siły zbrojne Stron minimalizując możliwość tarć i incydentów, oraz aby umożliwić stopniowy powrót normalnego życia w obszarze Strefy Zdemilitaryzowanej, bez uszczerbku dla ostatecznych rozstrzygnięć.
3. Linia Demarkacyjna Rozejmu jest wyznaczona na mapie dołączonej do niniejszej Umowy jako Aneks I. Linia Demarkacyjna Rozejmu przebiega pomiędzy istniejącymi liniami rozejmu, potwierdzonymi pozycjami sił izraelskich i syryjskich przez Organizację Nadzorującą Rozejm Narodów Zjednoczonych. W przypadku, gdy istniejąca linia rozejmu przebiega wzdłuż granicy międzynarodowej między Syrią i Palestyną, Linia Demarkacyjna Rozejmu przestrzega linię granicy.
4. Siły zbrojne Stron nigdy nie przekroczą Linii Demarkacyjnej Rozejmu.
5. W przypadku, gdy Linia Demarkacyjna Rozejmu nie odpowiada międzynarodowej granicy między Syrią i Palestyną, obszar pomiędzy Linią Demarkacyjną Rozejmu a granicą ustala się jako Strefę Zdemilitaryzowaną, do czasu ostatecznych rozstrzygnięć między Stronami.
  1. Siły zbrojne obu Stron całkowicie opuszczą obszar Strefy Zdemilitaryzowanej, w której zabronione są działania sił zbrojnych lub paramilitarnych. Przepis ten stosuje się do sektorów En Gew i Dardara, które stanowią część Strefy Zdemilitaryzowanej.
  2. Każde działanie sił zbrojnych, militarne lub paramilitarne, każdej ze Stron w jakiejkolwiek części Strefy Zdemilitaryzowanej, gdy zostanie potwierdzone przez przedstawicieli Narodów Zjednoczonych o których mowa w następnych akapicie, stanowi rażące naruszenie tej Umowy.
  3. Przewodniczący Mieszanej Komisji Rozejmu ustanowionej przez Artykuł VII niniejszej Umowy, i obserwatorzy Narodów Zjednoczonych zatrudnieni przez Komisję, są odpowiedzialni za zapewnienie pełnej realizacji tej Umowy.
  4. Wycofanie tych sił zbrojnych, które obecnie znajdują się w Strefie Zdemilitaryzowanej, odbędzie się zgodnie z harmonogramem wycofania załączonym do niniejszej Umowy (Aneks II).
  5. Przewodniczący Mieszanej Komisji Rozejmu jest upoważniony do zezwolenia na powrót cywili do wiosek i osad w Strefie Zdemilitaryzowanej, oraz zatrudnienia ograniczonej liczby pracowników lokalnej policji cywilnej dla zapewnienia bezpieczeństwa wewnętrznego w strefie, i kieruje się w tym zakresie zgodnie z harmonogramem wycofania, o którym mowa w podparagrafie (d) niniejszego artykułu.
6. Po obu stronach Strefy Zdemilitaryzowanej znajdują się obszary określone z Aneksie III niniejszej Umowy, w których mogą być utrzymywane jedynie siły obronne, zgodnie z definicją sił obronnych określoną w Aneksie IV niniejszej Umowy.

Artykuł VI
Wszyscy jeńcy wojenni przetrzymywani przez Strony niniejszej Umowy, należący do sił zbrojnych, regularnych lub nieregularnych drugiej Strony, zostaną wymienieni w następujący sposób:
1. Wymiana jeńców wojennych podlega pełnemu nadzorowi i kontroli Narodów Zjednoczonych. Wymiana odbędzie się w miejscu Konferencji Rozejmu, w ciągu dwudziestu czterech godzin od podpisania niniejszej Umowy.
2. Jeńcy wojenni, przeciwko którym prowadzone jest postępowanie karne, jak i skazani za przestępstwa lub wykroczenia, są zawarci w tej wymianie więźniów.
3. Wszystkie przedmioty użytku osobistego, przedmioty wartościowe, listy, dokumenty, znaki identyfikacyjne i inne osobiste rzeczy jakiegokolwiek rodzaju, należące do jeńców wojennych, którzy są wymieniani, są im zwracane, lub jeśli uciekli lub zmarli, Stronie do której sił zbrojnych należeli.
4. Wszystkie sprawy nie wyraźnie określone w niniejszej Umowie ustala się zgodnie z zasadami określonymi na Międzynarodowej Konwencji dotyczącej Traktowania Jeńców Wojennych, podpisanej w Genewie dnia 27 lipca 1929.
5. Mieszana Komisja Rozejmu ustanowiona przez Artykuł VII niniejszej Umowy ponosi odpowiedzialność za zlokalizowanie osób zaginionych, wojskowych lub cywilnych, w granicach obszarów kontrolowanych przez każdą ze Stron, w celu ułatwienia ich sprawnej wymiany. Każda ze Stron zobowiązuje się do pełnej współpracy z Komisją i udzielenia pomocy w wykonywaniu tej funkcji.

Artykuł VII
1. Wykonanie postanowień niniejszej Umowy powinno być nadzorowane przez Mieszaną Komisję Rozejmu składającą się z pięciu członków, z których każda ze Stron niniejszej Umowy wyznacza po dwóch, a Przewodniczącym jest Szef Sztabu Organizacji Nadzorującej Rozejm Narodów Zjednoczonych lub wskazany przez niego wysoki oficer z personelu Obserwatorów tej Organizacji, po konsultacji z obydwoma Stronami niniejszej Umowy.
2. Mieszana Komisja Rozejmu ma swoją siedzibę w Customs House w pobliżu mostu Bnot Jaakov i w Machanajim, i organizuje tam spotkania w takich terminach, jakie uzna za konieczne dla skutecznej organizacji prac.
3. Mieszana Komisja Rozejmu zostanie powołana na swoje pierwsze spotkanie przez Szefa Sztabu Organizacji Nadzorującej Rozejm Narodów Zjednoczonych w terminie nie później niż tydzień po podpisaniu niniejszej Umowy.
4. Decyzje Mieszanej Komisji Rozejmu, o ile to możliwe, będą oparte na zasadzie jednomyślności. W przypadku braku jednomyślności, decyzje są podejmowane większością głosów członków obecnych i głosujących Komisji.
5. Mieszana Komisja Rozejmu sporządza swój wewnętrzny regulamin. Posiedzenia zwoływane są z odpowiednim wyprzedzeniem przez Przewodniczącego. Na posiedzeniach kworum decyzje zapadają większością głosów jej członków.
6. Komisja jest uprawniona do zatrudniania Obserwatorów, którzy mogą pochodzić z organizacji wojskowych Stron lub z personelu wojskowego Organizacji Nadzorującej Rozejm Narodów Zjednoczonych, lub z obu, w takiej ilości, jaka będzie niezbędna do wykonywania jej funkcji. W przypadku zatrudnienia Obserwatorów Narodów Zjednoczonych, powinni oni pozostać pod dowództwem Szefa Sztabu Organizacji Nadzorującej Rozejm Narodów Zjednoczonych. Zadania o charakterze ogólnym powierzane Obserwatorom Narodów Zjednoczonych zatrudnianym przez Mieszaną Komisję Rozejmu, podlegają zatwierdzeniu przez Szefa Sztabu Narodów Zjednoczonych lub jego wyznaczonego przedstawiciela w Komisji, w zależności od pracy Przewodniczącego.
7. Skargi i roszczenia przedstawiane przez każdą ze Stron w odniesieniu do stosowania niniejszej Umowy są bezzwłocznie przedstawiane Przewodniczącemu Mieszanej Komisji Rozejmu. Komisja podejmuje działania w odpowiedzi na skargi i roszczenia przy pomocy swoich obserwatorów i maszynerii dochodzeniowej, jaką uzna za stosowną, w celu sprawiedliwego rozwiązania i zadowolenia obu Stron.
8. W przypadku, gdy przedmiotem sporu jest interpretacja znaczenia danego postanowienia niniejszej Umowy, z wyjątkiem Preambuły i Artykułów I i II, interpretacja Komisji ma pierwszeństwo, z zastrzeżeniem do prawa do odwołania przewidzianym w paragrafie 4. Komisja, według własnego uznania i w razie potrzeby, może od czasu do czasu zalecić Stronom zmianę w przepisach niniejszej Umowy.
9. Mieszana Komisja Rozejmu przedstawia obu Stronom sprawozdania ze swojej działalności tak często, jak uzna to za konieczne. Kopia każdego takiego sprawozdania zostanie przedstawiona Sekretarzowi Generalnemu Narodów Zjednoczonych w celu przekazania właściwym organom lub agencjom Organizacji Narodów Zjednoczonych.
10. Członkom Komisji i jej Obserwatorom przyznaje się prawo swobodnego przemieszczania się i dostępu w obszarach objętych niniejszą Umową.
11. Wydatki Komisji, inne niż te odnoszące się do Obserwatorów Narodów Zjednoczonych, muszą być rozłożone w równych częściach między Strony niniejszej Umowy.

Artykuł VIII
1. Niniejsza Umowa nie podlega ratyfikacji i wejdzie w życie natychmiast po podpisaniu.
2. Umowa była negocjowana i zawarta zgodnie z rezolucją Rady Bezpieczeństwa z 16 listopada 1948 wzywającą do ogłoszenia rozejmu w celu usunięcia zagrożenia pokoju w Palestynie oraz w celu ułatwienia przejścia z obecnego rozejmu do trwałego pokoju w Palestynie, i pozostaje w mocy do czasu osiągnięcia pokoju między Stronami, z wyjątkiem przypadków przewidzianych w paragrafie 3 niniejszego Artykułu.
3. Strony niniejszej Umowy mogą, za obopólną zgodą, zmienić Umowę lub którykolwiek z jej przepisów albo zawiesić jej stosowanie, poza Artykułami I i III, w dowolnym czasie. W przypadku braku porozumienia w okresie roku od daty wejścia w życie niniejszej Umowy, każda ze Stron może zwrócić się do Sekretarza Generalnego Narodów Zjednoczonych o zwołanie konferencji przedstawicieli obu Stron w celu dokonania przeglądu, zmienienia lub zawieszenia któregokolwiek z postanowień niniejszej Umowy, z wyłączeniem Artykułów I i III. Udział w takiej konferencji będzie obowiązkowy dla Stron.
4. Jeśli konferencja przewidziana w paragrafie 3 niniejszego Artykułu nie przyniesie rozwiązania punktu sporu, każda ze Stron może wnieść sprawę do Rady Bezpieczeństwa Narodów Zjednoczonych z żądaniem podjęcia przez Radę Bezpieczeństwa działań w celu osiągnięcia pokoju w Palestynie.
5. Niniejsza Umowa zostaje podpisana w kilku egzemplarzach w języku angielskim i francuskim, po jednym egzemplarzu dla każdej ze Stron, dwie kopie dla Sekretarza Generalnego Narodów Zjednoczonych w celu przekazania do Rady Bezpieczeństwa Narodów Zjednoczonych i Komisji Rozjemczej Narodów Zjednoczonych, i jeden egzemplarz dla Mediatora Palestyny.

Sporządzono na Wzgórzu 232 w pobliżu Machanajim, w dniu 20 lipca 1949 w obecności zastępcy Mediatora Narodów Zjednoczonych w Palestynie i Szefa Sztabu Organizacji Nadzorującej Rozejm Narodów Zjednoczonych.

## Reakcje i następstwa
Podpisanie tego rozejmu było porażką izraelskiej strategii polityczno-wojskowej. Syria nie uznał faktu istnienia państwa żydowskiego i nie podpisał trwałego porozumienia pokojowego. W rezultacie, wojna izraelsko-syryjska została tylko przerwana na czas obowiązywania rozejmu.